# 蚕蛾醇
蚕蛾醇（英語：Bombykol）是一种由雌性成年蚕蛾（Bombyx mori）释放的信息素，用以吸引雄性，其它蚕属昆虫如（Bombyx mandarina）也能分泌。蚕蛾醇在1959年由阿道夫·布特南特发现，是第一种鉴定了化学结构的昆虫信息素。

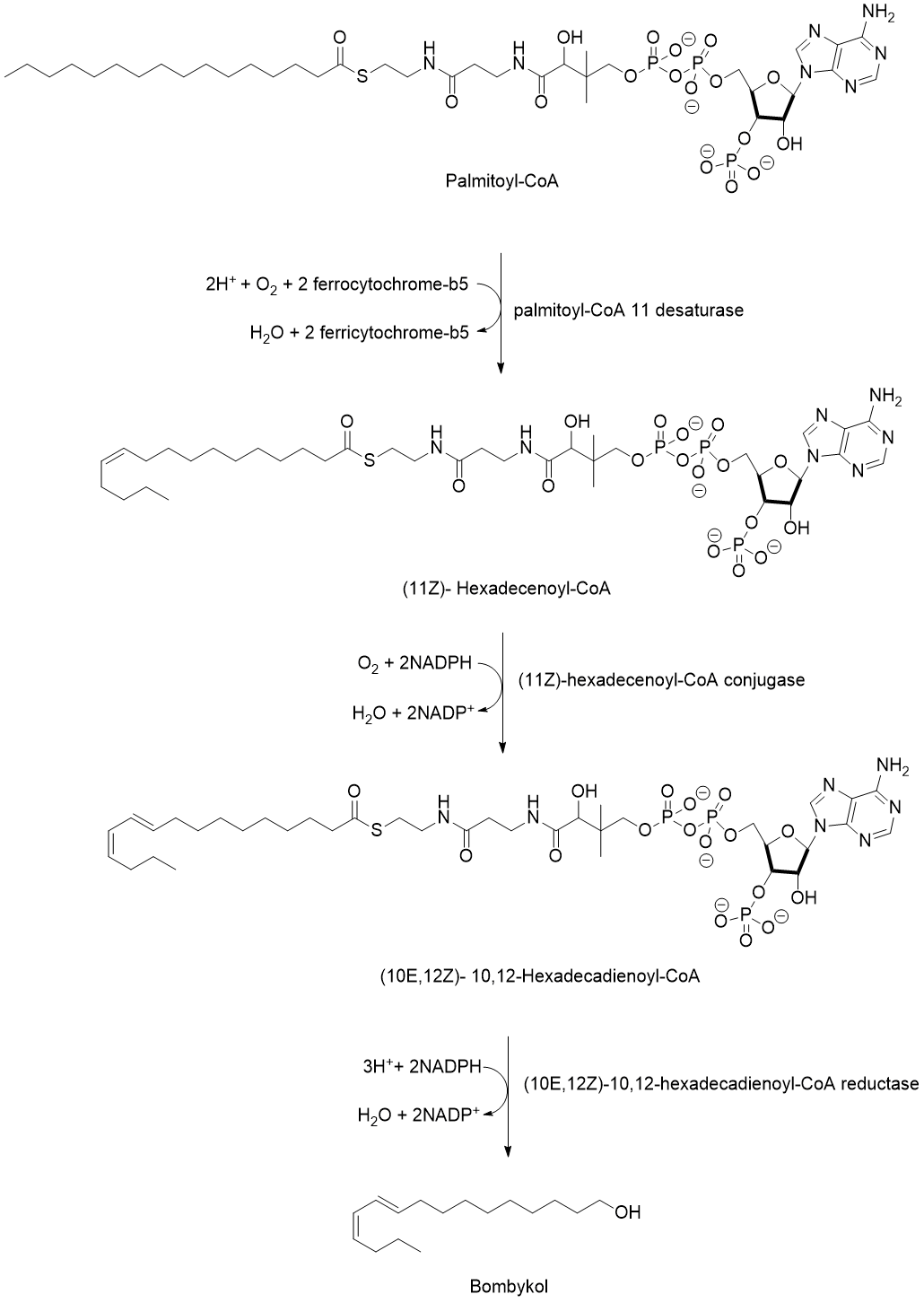
蚕蛾醇的生物合成从软脂酰辅酶A开始